# 堀利堅
堀 利堅（ほり としかた）は、江戸時代後期の幕臣である。通称は廉吉、小四郎。官位伊賀守、伊豆守。父は堀利哲。母は溝口直福の娘。妻は林述斎の女。堀利煕は四男、山高信離は八男、堀利孟は孫。義理の兄弟（林述斎の子）には鳥居耀蔵、林復斎ら。堀秀政の弟堀利重の子孫にあたる。
文政4年（1821年）1月11日、西丸書院番から使番に転任。文政10年（1827年）6月8日に大坂目付代、文政12年（1829年）4月28日に西丸目付、天保2年（1831年）8月17日に本丸目付、天保6年（1835年）9月20日に仙洞付となり、伊賀守を称する。
天保7年（1836年）11月8日に大坂西町奉行となるが、翌天保8年（1837年）には大塩平八郎の乱が勃発する。利堅は東町奉行跡部良弼とともにその鎮圧に当たったものの、乗馬が銃声に驚いたために落馬するという不名誉な逸話が残っている。
その後、天保12年（1841年）6月20日に普請奉行、10月15日に作事奉行となる。弘化2年（1845年）5月4日、火事で焼けた江戸城本丸御殿の普請に携わった功績により300石を加増され、2800石を領する。また、5月9日に大目付となり、安政3年（1856年）6月29日からは道中奉行を兼帯する。安政5年（1858年）2月30日に留守居に転じる。万延元年（1860年）には子の利煕が切腹した。文久2年（1862年）7月4日、隠居して孫の利孟に家督を譲った。
元治元年（1864年）11月16日に死去。墓所は現東京都文京区の源覚寺。